# Lüleburgaz (Stadt)
Lüleburgaz (Bergula, griechisch Αρκαδιούπολη / Arkadiúpoli, bulgarisch Люлебургас / Ljuleburgas, lateinisch Arcadiopolis) ist eine Stadt in der Türkei.

## Geografie
Die Stadt ist der Hauptort des gleichnamigen Landkreises Lüleburgaz in der Provinz Kırklareli. Die Stadt liegt etwa 40 km südlich der Provinzhauptstadt Kırklareli.

## Geschichte
Arkadiopolis war 823 letzter Rückzugsort für den byzantinischen Gegenkaiser Thomas. Die Belagerung der Stadt durch Byzantiner und Bulgaren endete im Oktober 823 mit Thomas’ Auslieferung an Kaiser Michael.
Bei dem Ort lag ein Schlachtfeld aus hunnischer Zeit.
Der Ort war Schauplatz der Schlacht von Arkadiopolis 970 n. Chr., in der die Byzantiner eine bulgarische Invasion abwehrten.  Während des Ersten Balkankriegs errangen 1912 bulgarische Truppen in der Schlacht von Lüleburgaz einen Sieg über das Osmanische Reich.
Berühmt war die Stadt für ihre Tabakpfeifenproduktion, der sie ihren Namen verdankt (lüle bezeichnet im Türkischen das Mundstück der Pfeife).

## Sehenswürdigkeiten
In der Stadt befinden sich einige Bauwerke des Architekten Sinan.
In der Umgebung von Lüleburgaz und Kırklareli finden sich archäologische Stätten, z. B. Grabhügel, Dolmen und Menhire.

## Verkehr
Die Stadt liegt an der Autobahn O-3 (E80) und den Fernstraßen D100 (E87) und D565.
Der Bahnhof der Stadt liegt an der Bahnstrecke İstanbul Sirkeci–Swilengrad.

## Söhne und Töchter der Stadt
- Ahmet Özacar (1937–2005), türkischer Fußballspieler

## Trivia
Da Lüleburgaz einer der wenigen Orte in der Türkei ist, der mit einem L beginnt, ist es Bestandteil des türkischen Buchstabieralphabets. Das L steht im Türkischen allgemein selten am Wortanfang.

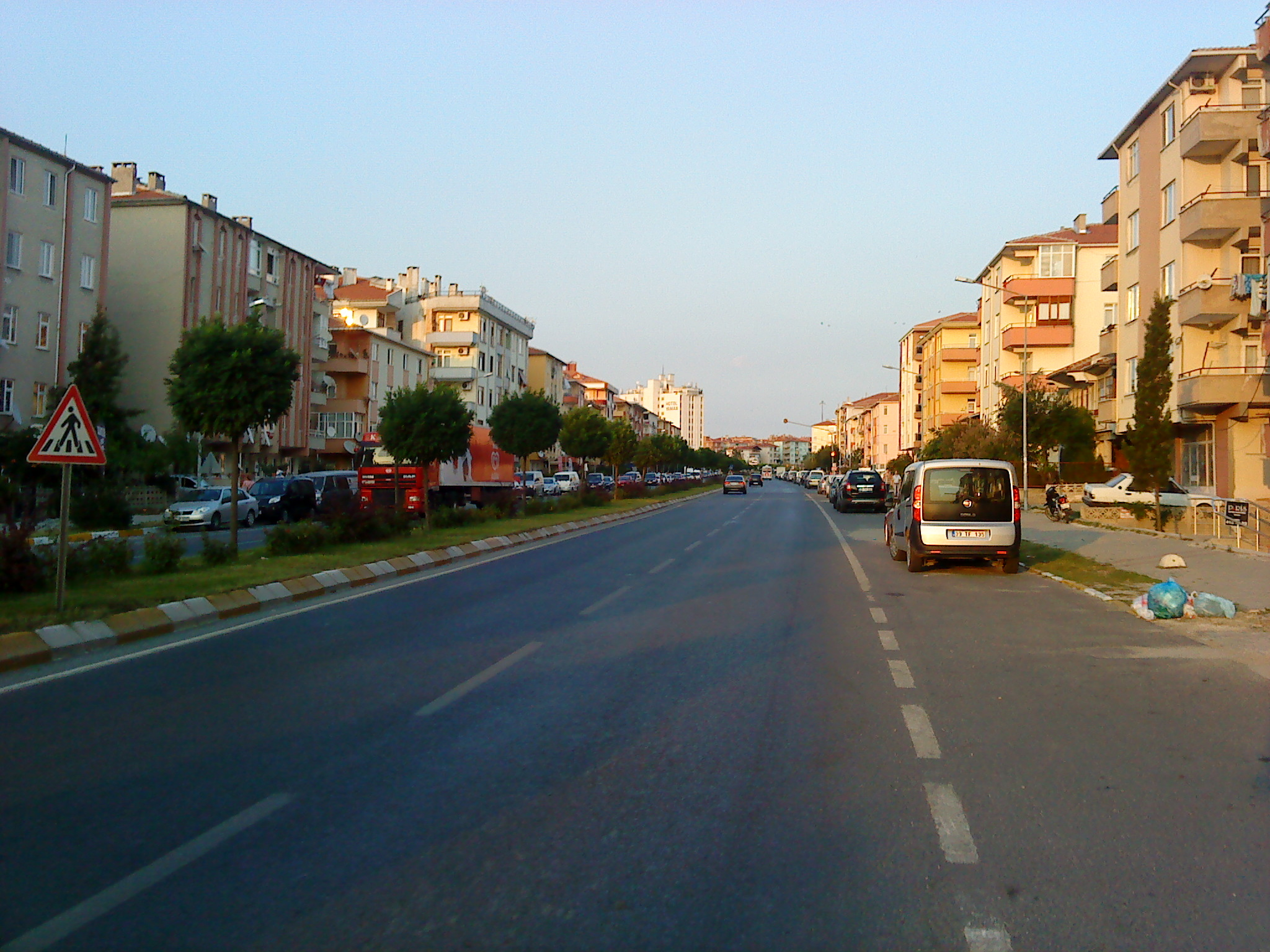
Hauptstraße (D100) durch Lüleburgaz